# ウィリアム・J・ジョンソン
ウィリアム・J・ジョンソン（ウィリアム・ジョンソン、ビル・ジョンソン、William J.Johnson, Bill-Johnson, 1931年-　）は、アメリカ人ランドスケープアーキテクト。ミシガン大学名誉教授。1992年にはアメリカ計画協会会長。そのキャリアを通して、大学院レベルの教育と専門的実践とを行っており、マルチな業務指向を拡大し国際的な名声を受ける。

## 人物
ジョンソンのこれまでの成功は、クライアントら関係する人々の意見を十分に汲み取った上で提案を行ない、衝突する利害には合意点を見いだしてプロジェクトを推進させるという自身の能力に裏付けられている。ジョンソンはまた、適切と判断される場合には、コミュニティー参加のデザインプロセスをも採用する。
1992年からピーター・ウォーカーと協同したジョンソンは、キャンパス計画、コミュニティー活性化計画、アーバンデザイン、ウォーターフロント計画、環境計画、歴史景観の保全等に関する自身の35年にわたる経験と、達越した描画力、そしてそのコンピューターへの応用等をウォーカーとの活動に合体させることになった。協働時代はジョンソンのプランニング能力と、デザインを現実のモノとして作り上げるウォーカーの能力とが事務所の両翼を担っていたのである。この2人はアメリカのランドスケープ・アーキテクチェア界のリーダーとして、実践を核として、時代の最先端をゆくランドスケープデザインを現実のものとさせてゆくこと、これが自らの目指すところであった。
設計事務所での協力者であるデザイナー達は、芸術と文化、そしてランドスケープ、この3者の関係を探り、デザインに対する伝統的な考え方に挑戦してきた。この姿勢は、公園、プラザ、大スケールでの複合オフィスビル群、多目的な開発プロジェクト、大学のキャンパス、新しい宅地計画といった様々なプロジェクトの中に貫かれている。

## 作品
日本での実績は、
- 日本IBM幕張ビルディング（千葉市）ソニー幕張テクロノジーセンター・豊砂公園（千葉市）さいたま新都心けやきひろば（さいたま市、NTT都市開発、鳳コンサルタントと）
- 北彩都あさひかわの空間デザイン・旭川駅前空間（旭川市、日本都市総合研究所、下田明宏他と）[1]
- 東京海上小山研修所（栃木県）
- 播磨科学公園都市タウンパーク・兵庫県立先端科学技術支援センターおよび播磨科学公園都市アーバンデザイン計画（兵庫県）
- 東京タワー・芝公園マスタープラン（東京都港区）
- 豊田市美術館（愛知県）
- 丸亀駅駅前広場（香川県）

などに関わっているほか、ヤマギワ・インスピレーションでの「The Way of Collaboreation」展（東京都港区）がある。

## 略歴
ミシガン州ランシング生まれ。
兵役の後、1953年にミシガン州立大学で造園を学び卒業後ハーバード大学デザイン大学院（GSD）を修了しMLAを取得。ケンブリッジにいる間はGSDの講師だったヒデオ・ササキの下で働く。1957年には同大学からチャールズ・エリオット旅行奨学金を受けている。
1958年からミシガンに戻り、1989年までミシガン大学の造園学科の教授を務める。
1961年にミシガン州アナーバーで、兄弟カール、クラレンス・ロイとのパートナーシップでジョンソン、ジョンソン・アンド・ロイ（JJR）を共同創業。1970年代初頭にJJRはSmithGroupの一員として、スミス、ヒンチマン＆グリルズ（SHG）と合併している。
1973年、アメリカランドスケープ協会ASLAAフェロー。
1975年、ミシガン大学の天然資源学部長のポストを引き受けるため退任。
1980年、ウィリアム・J・ジョンソン・アソシエイツを設立。
1983年、ミシガン大学天然資源大学院の学部長を退任。
1986年、アメリカランドスケープ協会ASLAメダル受賞。
1989年、名誉教授。
1992年から1997年まで、バークレーでハーバードの同級生ピーター・ウォーカーとピーター・ウォーカー、ウィリアム・ジョンソン ・パートナーズ(PWWJP)としてのパートナーシップ。
PWWJPウィリアム・ジョンソン・スタジオ以降、ワシントン・ベインブリッジ島で個人的な実践に集中し、NBBJの建築事務所のメンターと評論家のような時間のコンサルティングに多くを捧げる。米国ビルにオフィスを持つ国際的なデザイン事務所は現在、ミシガン州とオランダにも設置。パートナー解消以降も環境保全と修復の原則に特別な注意を払う地域開発の取り組みに焦点を当て、コンサルティングし続けている。

## 参考